# Valle del río Rímac
El valle del río Rímac es un valle del Perú, uno de los tres valles que dan vida a la ciudad de Lima. Debe su existencia al homónimo río Rímac, que a su vez es la más importante fuente de agua con la que cuenta la capital peruana.

## Características geológicas y geomorfológicas

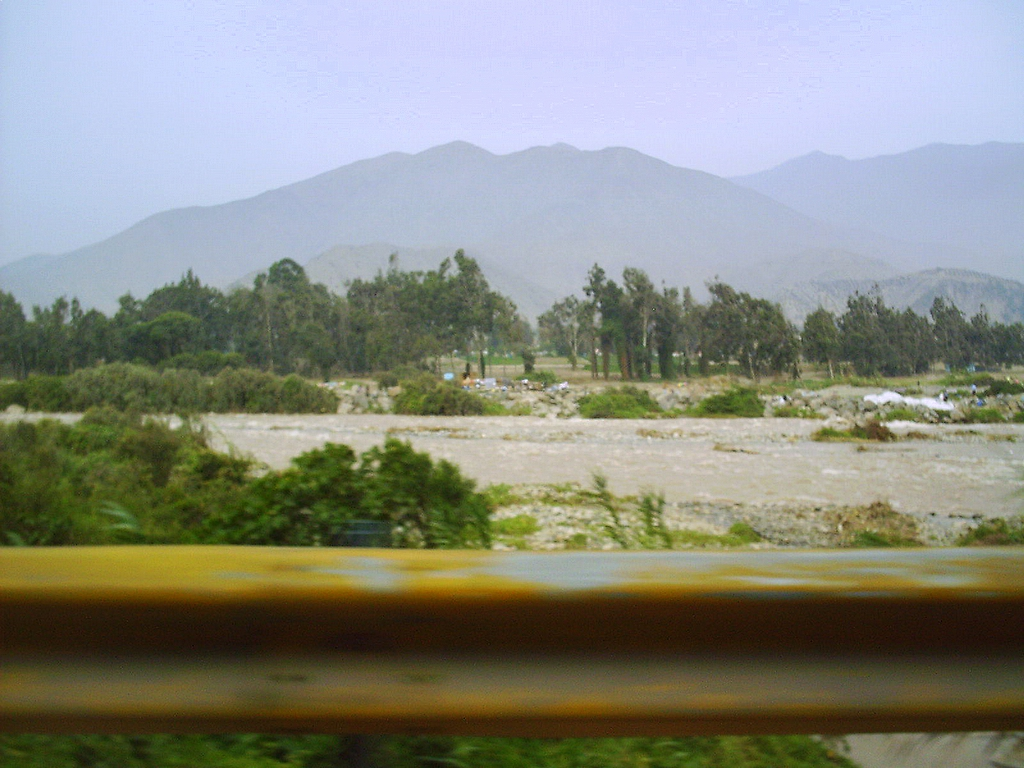
Valle del Rímac.

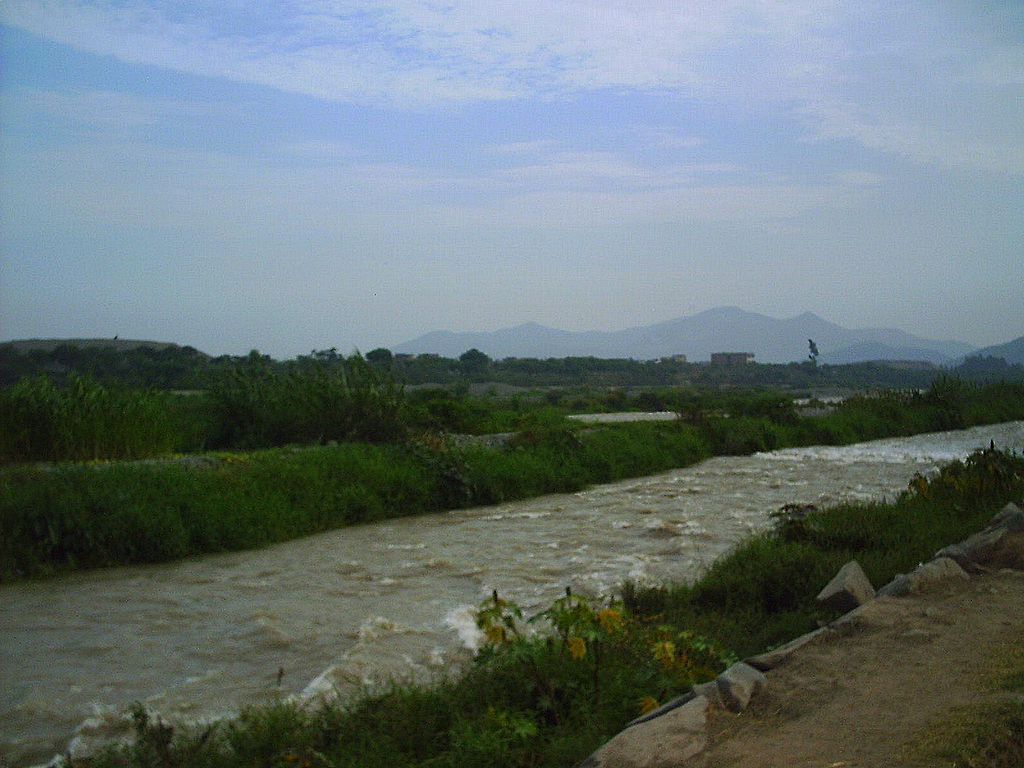
El Rímac con caudal ancho.

La cuenca del río Rímac se ubica en la vertiente occidental de los Andes, desembocando en el Océano Pacífico. La parte alta de la Cordillera Central constituye la divisoria continental de las aguas. Geológicamente, la cuenca está constituida por sedimentos marinos y continentales, los cuales fueron modificados en primer lugar por efecto del emplazamiento del batolito de la costa y en segundo lugar por procesos orogénicos y epirogénicos que generaron fuerzas tectónicas, dando como resultado el levantamiento de los Andes y la existencia de grandes estructuras geológicas como fallas, pliegues y sobreescurrimientos. Las cadenas de montañas resultantes fueron fuertemente erosionadas antes que se depositaran las llamadas «capas rojas» (formación Casapalca), los conglomerados terciarios, las lavas y piroclastos terciariocuaternarios, cuyas superficies niveladas fueron nuevamente deformadas, originando un segundo sistema de montañas que forman parte del paisaje actual.
Cronológicamente, en lo que actualmente es la cuenca del río Rímac, la secuencia estratigráfica indica que las rocas más antiguas corresponden al Jurásico superior, representadas por la formación Arahuay que aflora en la parte central de la cuenca. Más adelante a fines del Valanginiense (Cretáceo inferior), se produce una transgresión marina, originando depósitos de lutitas y calizas de la formación Pamplona, sobre las cuales se depositaron sedimentos calcáreos de la formación Atocongo en la parte inferior de la cuenca (faja costera).
Desde el punto de vista geomorfológico corresponde a un valle aluvial, en tal sentido las principales características del valle del río Rímac son sus cambios geomorfológicos bruscos de un año a otro, debido a la violencia de los fenómenos geodinámicos en los afluentes del Rímac. Estos afluentes vierten el material arrastrado (bloques, piedras, material fino) directamente sobre el río, aumentando la carga de sedimentos y pudiendo provocar futuras inundaciones. En este sentido, los relaves producidos por las numerosas empresas mineras en la cuenca del río Rímac constituyen, también un problema morfodinámico. Estos materiales están dispuestos bien en el fondo del valle del Rímac, bien en laderas, sin presentar ningún tipo de estabilización lo cual origina que sean vulnerables a ser erosionados y con ello que aumenten la carga de sedimentos del río, originando a su vez inundaciones.